# Sånt är livet (TV-serie)
Sånt är livet var ett nöjes- och underhållningsprogram på SVT från 3 oktober 1976 och in på 1980-talet med Åke Wilhelmsson, Inger Säfwenberg och Anders Gratte som programledare den första säsongen. Programmet innehöll också sketcher av och med Clas Holmberg. 1988 bestod programledartrion av Åke Wilhelmsson, Sten Hedman och Kari Storækre.
Programmet tog på ett humoristiskt sätt upp samhällsproblem och personliga orättvisor. Ett stående skämt var "N. N. vill för övrigt inte vara med på bild". Programmets signaturmelodi var Pop March, komponerad av Johnny Pearson.
Programmet är en av titlarna i boken Tusen svenska klassiker (2009).

### Fotnoter
1. ↑  Göran Berg (19 april 2000). ”Med humorn som nisch”. Dagens Nyheter. https://www.dn.se/arkiv/familj/dn-gratulerar-med-humorn-som-nisch/.
2. ↑  Gradvall et al 2009, nr. 477